# Ліквідатор (фільм)
Ліквідатор (англ. The Hitman) — американський бойовик режисера Аарона Норріса. Фільм відомий також під назвою «Агент».

## Сюжет
Делані — коп, а водночас — керівник банди у місті Сіетл. Одного разу, щоб забрати власний «товар», йому довелося прибрати членів власного угруповання і свого напарника-поліцейського Гаррета. Однак того вдалося врятувати — хоч для всіх чесного поліціянта назвали померлим, але у після одужання зробили агентом поліції у лавах мафії під прізвиськом «Гроган». Гаррету ще доведеться зустрітися зі своїм кривдником, а поки що йому доведеться взяти участь у війнах банд Сіетла й Ванкувера, а також наступом на їхній незаконний бізнес агресивних новачків з Ірану.

## У ролях
- Чак Норріс — Гаррет / Гроган
- Майкл Паркс — Ронні «Дел» Делані
- Ел Воксмен — Марко Луганні
- Альберта Вотсон — Крістін Де Віра
- Салім Грант — Тім Мерфі
- Кен Поуг — Чамберс
- Марсель Сабурен — Андре Лакомб
- Бруно Джеруссі — Ніно
- Френк Ферруччі — Шахад
- Джеймс Перселл — Сел
- Кендас Черчілль — Кейт
- Алан С. Петерсон — Лемке
- Періс Майлоз — Сколарі
- Алекс Бруханскі — Скарліні
- Стефен Дімопоулос — Галіоне
- Ентоні Стамбоулі — Ріголетті
- Майкл Беняер — Хасан
- Джеррі Бін — Ф'єрро
- Нейтан Вейнерінг — Нантел
- Алекс Дьякун — Армон
- Мішель Гуджер — Коррін
- Майкл Роджерс — Саллі
- Джон Кетберт — Джоі
- Ребекка Норріс — офіціантка
- Вільям Б. Девіс — доктор Аткінс
- Генрі Холмс — головний хірург
- Фред Хендерсон — доктор
- Сільвен Демерс — супутній
- Сулека Метью — супутній
- Бо Хітон — Бо Лемке
- Аманда Норріс — дитина Андре Лакомб
- Меган Норріс — дитина Андре Лакомб